# العلاقات البالاوية التوفالية
العلاقات البالاوية التوفالية هي العلاقات الثنائية التي تجمع بين بالاو وتوفالو.

## مقارنة بين البلدين
هذه مقارنة عامة ومرجعية للدولتين:
| وجه المقارنة                                              | بالاو                         | توفالو                         |
| --------------------------------------------------------- | ----------------------------- | ------------------------------ |
| المساحة (كم2)                                             | 465                           | 26                             |
| عدد السكان (نسمة)                                         | 21.73 ألف                     | 11.19 ألف                      |
| الكثافة السكانية (ن./كم²)                                 | 4.67 ألف                      | 43.04 ألف                      |
| العاصمة                                                   | نغيرولمود، كورور              | فونافوتي                       |
| اللغة الرسمية                                             | لغة إنجليزية، اللغة البالاوية | اللغة التوفالوية، لغة إنجليزية |
| العملة                                                    | دولار أمريكي                  | دولار توفالو                   |
| الناتج المحلي الإجمالي (بليون دولار)                      | 291.54 مليون                  | 39.73 مليون                    |
| الناتج المحلي الإجمالي (تعادل القوة الشرائية) بليون دولار | 326.12 مليون                  | 38.93 مليون                    |
| الناتج المحلي الإجمالي الاسمي للفرد دولار أمريكي          | 13.50 ألف                     | 3.29 ألف                       |
| الناتج المحلي الإجمالي للفرد دولار أمريكي                 | 14.76 ألف                     | 3.77 ألف                       |
| مؤشر التنمية البشرية                                      | 0.780                         |                                |
| رمز المكالمات الدولي                                      | +680                          | +688                           |
| رمز الإنترنت                                              | .pw                           | .tv                            |
| المنطقة الزمنية                                           | ت ع م+09:00                   | ت ع م+12:00                    |

## منظمات دولية مشتركة
يشترك البلدان في عضوية مجموعة من المنظمات الدولية، منها:
| علم المنظمة | اسم المنظمة                                 | تاريخ انضمام بالاو | تاريخ انضمام توفالو |
| ----------- | ------------------------------------------- | ------------------ | ------------------- |
|             | مجموعة دول أفريقيا والكاريبي والمحيط الهادئ | ?                  | ?                   |
|             | مؤسسة التنمية الدولية                       | 16 ديسمبر 1997     | 24 يونيو 2010       |
|             | الأمم المتحدة                               | 15 ديسمبر 1994     | 5 سبتمبر 2000       |
|             | البنك الدولي للإنشاء والتعمير               | 16 ديسمبر 1997     | 24 يونيو 2010       |
|             | بنك التنمية الآسيوي                         | 2003               | 1993                |
|             | منظمة حظر الأسلحة الكيميائية                | ?                  | ?                   |
|             | تحالف الدول الجزرية الصغيرة                 | ?                  | ?                   |
|             | يونسكو                                      | 20 سبتمبر 1999     | 21 أكتوبر 1991      |